# Benigno Aizpuru Zarandona
Benigno Aizpuru o Aspuru Zarandona (Larrabetzu, Biscaia, 21 de setembre de 1930 - Bilbao, 2 de gener de 2014) va ser un ciclista basc, que fou professional entre 1955 i 1961. Durant la seva carrera esportiva aconseguí 16 victòries destacant 1 etapa a la Volta a Espanya..

## Palmarès
- 1956
  - Vencedor d'una etapa a la Volta a Espanya
- 1957
  - 1r al Circuito Montañés i vencedor d'una etapa
- 1958
  - Vencedor d'una etapa al Gran Premi de la Bicicleta Eibarresa
- 1960
  - 1r al Gran Premi de la Bicicleta Eibarresa

### Resultats a la Volta a Espanya
- 1956. 39è de la classificació general i vencedor d'una etapa
- 1957. 23è de la classificació general
- 1958. 10è de la classificació general
- 1959. 27è de la classificació general
- 1960. 8è de la classificació general
- 1961. 50è de la classificació general

### Resultats al Tour de França
- 1957. Abandona (12a etapa)